# Epidauro Limera

Mapa del sur del Peloponeso en la Antigüedad. La ciudad de Epidauro Limera se encontraba en la costa del golfo Argólico.

Epidauro Limera (en griego: Επίδαυρος Λιμηρά, romanizado: Epídavros Limirá) es el nombre de una antigua ciudad griega de Laconia.
Es mencionada por Tucídides en el marco de la guerra del Peloponeso, donde su territorio fue saqueado por los atenienses en dos fases de la guerra, en los años 424 y 414 a. C.
Estrabón la ubica en el golfo Argólico, cerca de la isla de Citera y dice que su nombre, que originalmente era Epidauro «Limenera», en lugar de Limera, se debe a que tenía un buen puerto.

## Descripción de Pausanias
Pausanias la menciona entre las ciudades de los eleuterolacones. Estaba construida sobre una altura cerca de la costa, su territorio limitaba con el de Bea, y se hallaba a 100 estadios de Zárax. Dice que sus primitivos habitantes procedían de la ciudad de Epidauro de Argólide que se dirigían a Cos a pedir a Asclepio por su ciudad y llegaron a la costa de Laconia y se establecieron allí tras interpretar así unos sueños que tuvieron y tras seguir una señal dejada por una serpiente que traían consigo. En el lugar donde se hundió la serpiente construyeron altares de Asclepio y pusieron olivos a su alrededor. En el territorio de Epidauro Limera había también un santuario de Ártemis Limnátide y una pequeña laguna consagrada a Ino. Además, ya dentro de la ciudad había un santuario de Afrodita; otro de Asclepio con una estatua de piedra, de pie; un templo de Atenea situado en la acrópolis y ante el puerto un templo de Zeus Soter.

## Arqueología
Se identifica con unos restos situados al norte de la población de Monemvasía. Las excavaciones han producido hallazgos que muestran que su territorio fue habitado desde el periodo neolítico. A la época micénica, en concreto a un amplio periodo comprendido entre los siglos XV y XI a. C., pertenecen una serie de tumbas de cámara halladas en los alrededores que indican que en el área debió haber un asentamiento micénico pero del que no se han encontrado por el momento restos arquitectónicos.
Los restos arquitectónicos de periodos posteriores se encuentran en la antigua acrópolis, donde destacan las murallas, que fueron construidas probablemente a partir del siglo IV a. C. Otros restos, como un suelo de mosaico y un pedestal que indican la presencia en el lugar de estatuas entre las que se hallaba una de la emperatriz Julia Domna, muestran que la ciudad tuvo un periodo de apogeo durante la época imperial romana. El lugar estuvo habitado hasta el siglo VI.